# Державне агентство інфраструктурних проектів України
Створення Національного агентства з питань підготовки та проведення фінальної частини чемпіонату Європи 2012 року з футболу було визначено постановою уряду Юлії Тимошенко від 13 серпня 2007 року № 1083. Згідно з постановою новостворений орган має розпочати свою роботу з 1 січня 2008 року і працювати до кінця 2012 року. 24 грудня Кабінет міністрів України призначив Євгена Червоненка головою Національного агентства з питань Євро-2012. В листопаді того ж року[якого?] агество було ліквідовано, його функції перерозподілені.
Агентство було відновлено в квітні 2010 урядом Миколи Азарова.
9 грудня 2010 — підтверджений статус цього агентства, як центрального органу виконавчої влади України. Кабінет Міністрів України спрямовує і координує діяльність цього агентства через Міністра інфраструктури України, але не оперативно, а через нормативні акти.
Кабінет Міністрів 22 вересня 2016 перейменував Національне агентство з питань підготовки та проведення в Україні фінальної частини чемпіонату Європи 2012 року з футболу і реалізації інфраструктурних проектів у Державне агентство інфраструктурних проектів України. 29 липня 2016 року міністр інфраструктури України Володимир Омелян заявив, що Міністерство розробило і найближчим часом внесе на розгляд уряду проект створення Агентства інфраструктурних проектів, в рамках якого буде фінансуватися реконструкція аеродромів.

## Агентство у 2008

### Штат та бюджет
Згідно з текстом постанови, з 1 січня 2008 року чисельність працівників агентства становитиме 70 осіб. З 1 січня 2009 року − 80 осіб, з 1 січня 2010 − 90 осіб. З 1 січня 2011 по грудень 2012 року чисельність працівників агентства збільшиться до 95 осіб. При цьому лише на 2008 рік з державного бюджету України буде виділено на забезпечення діяльності агентства 5,45 мільйони гривень, з яких 2,48 млн підуть на оплату праці співробітників агентства.

### Орган виконавчої влади
Положення про Національне агентство з питань підготовки та проведення Євро-2012 визначає його центральним органом виконавчої влади, а його діяльність спрямовується і координується Кабінетом Міністрів України через віце-прем'єр-міністра України. При цьому агентство отримує право координувати виконання центральними та місцевими органами виконавчої влади, органами місцевого самоврядування законів України та актів Кабінету Міністрів України, державних та регіональних цільових програм та окремих заходів з питань підготовки Євро-2012.

### Плани та завдання
До сфери агентства належить й затвердження планів робіт та здійснення розподілу завдань щодо організації чемпіонату Європи. Також воно отримує право брати участь у підготовці проектів законів України, актів Кабінету Міністрів України, нормативних документів центральних та місцевих органів виконавчої влади. Ця ж сама структура здійснюватиме моніторинг виконання законів України, актів Кабміну та інших розпоряджень, а також проводитиме статистичні дослідження з питань, що належать до її компетенції.

### Координуючі функції
Також агентство отримує право координувати діяльність структурних підрозділів з питань підготовки та проведення в Україні фінальної частини чемпіонату Європи. Його обов'язок − забезпечити висвітлення діяльності центральних та місцевих органів виконавчої влади щодо підготовки до Євро-2012 інформувати громадськість в Україні та за кордоном щодо ходу підготовки.

### Ліквідація агентства
Кабінет Міністрів 19 листопада 2008 ухвалив рішення щодо ліквідації Національного агентства з питань підготовки та проведення в Україні фінальної частини чемпіонату Європи з футболу 2012 року. Замість нього буде створено Координаційне бюро у складі Секретаріату уряду. Про це на брифінгу повідомив гуманітарний віце-прем'єр-міністр Іван Васюник. За його словами, рішення ухвалене, оскільки УЄФА вже не раз звертало увагу на неефективність роботи агентства.

## Відновлене агентство 2010
7 квітня 2010 Кабінет міністрів Миколи Азарова утворив Нацагентство з питань підготовки та проведення в Україні Євро-2012. Нацагентство утворено як центральний орган виконавчої влади «із спеціальним статусом». Згідно з рішенням, діяльність Агентства буде спрямовуватися і координуватися Кабміном через віце-прем'єра.
Крім того, уряд утворив управління з питань підготовки та проведення в Україні Євро-2012 в структурі секретаріату Кабміну, ліквідувавши відповідне Координаційне бюро.
9 грудня 2010 підтверджений статус цього агентства, як центрального органу виконавчої влади України. Кабінет Міністрів України спрямовує і координує діяльність цього агентства через Міністра інфраструктури України, але не оперативно, а через нормативні акти.

## Виноски
1. ↑  В Україні вдруге створено Нацагентство з питань підготовки до Євро-2012. TCH.  7 квітня 2010
2. 1 2  Указ Президента України від 9 грудня 2010 року № 1085/2010 «Про оптимізацію системи центральних органів виконавчої влади»
3. 1 2  Міністр юстиції Олександр Лавринович: «Побачите самі, як зміняться адміністрація президента, РНБОУ, яка випаде доля центральним органам виконавчої влади…» [Архівовано 15 грудня 2010 у Wayback Machine.] Дзеркало тижня № 46 (826) 11 — 17 грудня 2010. Автори: Юлія Мостова, Сергій Рахманін
4. ↑  Кабмін перейменував Нацагентство з Євро-2012. LB.ua 20 жовтня 2016
5. ↑  Омелян обіцяє найближчим часом внести на розгляд уряду проект створення Агентства інфраструктурних проектів. Слово і Діло. 29 липня 2016
6. ↑  Омелян анонсував створення Агентства інфраструктурних проектів. Економічна правда. 29 липня 2016
7. 1 2 3 4  Національне агентство Євро-2012 запрацює у січні. FFU. 31.10.2007
8. ↑  Національне радіо України. Архів оригіналу за 30 жовтня 2010. Процитовано 26 листопада 2008.
9. ↑  Азаров воскресив орган Червоненка — УП, 7 квітня 2010